# Kim Kyung-nam
Kim Kyung-nam (hangul: 김경남), es un actor y modelo surcoreano.

## Biografía
Estudió en la Universidad de Seúl de donde se graduó en drama.

## Carrera
Es miembro de la agencia "JR Entertainment".
En el 2017 apareció en la serie Defendant donde dio vida a Kim Sung-hoon, el secretario de Cha Sun-Ho (Um Ki-joon) del grupo Cha Myung.
En agosto del mismo año se unió al elenco recurrente de la serie Strongest Deliveryman donde interpretó a Sung-jae, un repartidor de comida.
En noviembre del mismo año se unió al elenco recurrente de la serie Prison Playbook donde dio vida al reportero Lee Joon-dol, el hermano menor del guardia de prisión Lee Joon-ho (Jung Kyung-ho).
En abril del 2018 se unió al elenco del drama EXIT donde interpretó a Hong K-chul, uno de los amigos de Do Kang-soo (Choi Tae-joon).
En mayo del mismo año se unió al elenco recurrente de la serie Come and Hug Me donde dio vida a Yoon Hyun-moo, el hermano mayor de Chae Do-jin / Yoon Na-moo (Jang Ki-yong), hasta el final de la serie en julio del mismo año. El actor Kim Sang-woo interpretó a Hyun-moo de joven.
Ese mismo año apareció como invitado en el segundo episodio de la serie About Time donde interpretó a un oficial de policía.
En octubre del mismo año se unió al elenco recurrente de la serie Where Stars Land (también conocida como "Fox Bride Star") donde dio vida a Oh Dae-gi, un guardia de seguridad del aeropuerto internacional de Incheon, hasta el final de la serie el 26 de noviembre del 2018.
El 8 de abril del 2019 se unió al elenco principal de la serie Special Labor Inspection Team, donde interpretó a Chun Duk-goo, el exalumno de Jo Jin-gap (Kim Dong-wook) quien se convierte en su leal investigador secreto, hasta el final de la serie el 28 de mayo del mismo año.
En abril del 2020 se unió al elenco principal de la serie The King: The Eternal Monarch donde dio vida al atractivo detective Kang Shin-jae, un hombre con personalidad fría y tenaz que ha vivido más para los demás que para sí mismo desde que su padre fue arrestado por malversación mientras dirigía una pequeña empresa, hasta el final de la serie el 12 de junio del mismo año.
A principios de julio del mismo año se anunció que estaba en pláticas para unirse al elenco principal de la serie The Red Sleeve Cuff donde podría dar vida al Rey Jeongjo, sin embargo debido a los retrasos de la producción causados por la pandemia de COVID-19 tuvo que rechazar la propuesta.
En marzo de 2021 se unió al elenco principal de la serie Okay Kwang Sisters (también conocida como "A Happy Other's House") donde dio vida a Han Ye-seul, hasta el final de la serie el 18 de septiembre del mismo año.
En diciembre del mismo año se unirá al elenco de la serie Only One Person (también conocida como "Just One Person") donde interpretará a Min Woo-cheon, un inspector cínico de la Agencia de Policía Metropolitana de Seúl.

## Filmografía

### Series de televisión
| Año     | Título                        | Personaje           | Notas                     | Ref.          |
| ------- | ----------------------------- | ------------------- | ------------------------- | ------------- |
| 2012    | Faith                         | -                   |                           |               |
| 2012    | God's Quiz 3                  | -                   |                           |               |
| 2013    | Shining Romance               | -                   |                           |               |
| 2014    | Gap Dong                      | -                   |                           |               |
| 2016    | Age of Youth                  | -                   |                           |               |
| 2017    | Defendant                     | Kim Sung-hoon       |                           |               |
| 2017    | Strongest Deliveryman         | Sung-jae            | 12 episodios              |               |
| 2017    | Prison Playbook               | Lee Joon-dol        |                           |               |
| 2018    | EXIT                          | Hong Ki-chul        |                           |               |
| 2018    | Come and Hug Me               | Yoon Hyun-moo       | 32 episodios              |               |
| 2018    | About Time                    | Oficial de Policía  | Ep. 2                     |               |
| 2018    | Where Stars Land              | Oh Dae-gi           | 32 episodios              | [ 19 ]        |
| 2019    | Special Labor Inspection Team | Chun Duk-goo        | 32 episodios              |               |
| 2020    | The King: The Eternal Monarch | Det. Kang Shin-jae  | 16 episodios              |               |
| 2021    | Okay Kwang Sisters            | Han Ye-seul         |                           |               |
| 2021-22 | Only One Person               | Insp. Min Woo-cheon |                           |               |
| 2024    | Connection                    | Won Jong-soo        |                           | [ 20 ]        |
| 2025    | Law and the City              | Yoo Dong-wook       | Aparición especial, ep. 1 | [ 21 ] [ 22 ] |

### Películas
| Año  | Título               | Personaje     | Notas                                                                                 |
| ---- | -------------------- | ------------- | ------------------------------------------------------------------------------------- |
| 2017 | Ride Together (동승) | Tae-shik      | junto a Jeon Yeo-been y Kim Ji-soo                                                    |
| 2017 | Come, Together       | -             | junto a Im Hyung-gook, Lee Hye-eun, Chae Bin, Kim Jae-rok, Bae Jung-hwa y Won Tae-hee |
| 2018 | The Discloser        | Sargento Kwak | junto a Kim Sang-kyung, Kim Ok-bin, Choi Moo-sung, Choi Gwi-hwa y Kim Byung-chul      |
| 2019 | Inseparable Bros     | Maestro Yook  |                                                                                       |

### Programas de variedades
| Año  | Título      | Notas                |
| ---- | ----------- | -------------------- |
| 2019 | Running Man | (ep. 449) - invitado |

### Presentador
| Año  | Evento                           | Notas                    |
| ---- | -------------------------------- | ------------------------ |
| 2021 | The Fact Music Awards (2021 TMA) | presentador de categoría |

### Aparición en programas de radio
| Año  | Título                           | Cadena   | Notas                                            |
| ---- | -------------------------------- | -------- | ------------------------------------------------ |
| 2019 | Kim Shin-young's Afternoon Songs | MBC FM4U | junto a Kim Dong-wook y Park Se-young - invitado |

### Teatro
| Año  | Obra                     | Notas |
| ---- | ------------------------ | ----- |
| 2012 | 사랑                     |       |
| 2013 | 오쿠다를 오리자          |       |
| 2013 | 까칠한 재석이가 사라졌다 |       |
| 2014 | 별일없이 화려했던        |       |
| 2014 | 만리향                   |       |
| 2015 | 고양이라서 괜찮아        |       |
| 2015 | 액션스타 이성용          |       |

## Discografía
| Año  | Canción                | Álbum                            | Notas       |
| ---- | ---------------------- | -------------------------------- | ----------- |
| 2021 | Okidokiya (오키도키야) | OST Pt.9 de "Okay Kwang Sisters" | (Rock Ver.) |

## Premios y nominaciones
| Año  | Premio          | Categoría                                              | Trabajo                 | Resultado |
| ---- | --------------- | ------------------------------------------------------ | ----------------------- | --------- |
| 2018 | SBS Drama Award | Best Supporting Actor                                  | Where Stars Land        | Nominado  |
| 2019 | MBC Drama Award | Excellence Award, Actor in a Monday-Tuesday Miniseries | Special Labor Inspector | Nominado  |
| 2019 | MBC Drama Award | Best Bromance Award (junto a Kim Dong-wook)            | Special Labor Inspector | Nominados |
| 2021 | KBS Drama Award | Excellence Award, Actor in a Miniseries                | Okay Kwang Sisters      | Nominado  |